# Vietravel
Vietravel là một công ty du lịch của Việt Nam, thành lập ngày 20/12/1995 bởi Nguyễn Quốc Kỳ, có trụ sở chính tại Thành phố Hồ Chí Minh, các chi nhánh trong nước tại thủ đô Hà Nội, Hải Phòng, Quảng Ninh, Quy Nhơn, Nha Trang, Đà Nẵng, Quảng Ngãi, Quảng Nam, Cần Thơ, Lào Cai, Đồng Nai, Bình Dương, Vũng Tàu, Gia Lai, Phú Quốc, Kiên Giang, Cà Mau, An Giang và các văn phòng đại diện tại Mỹ, Pháp, Úc, Campuchia, Thái Lan, Singapore. Ngoài du lịch Vietravel bắt đầu gia nhập thị trường OTA với việc đầu tư vào dự án khởi nghiệp TripU  và thành lập hãng hàng không lữ hành Vietravel Airlines .

## Lịch sử
Ngày 20 tháng 12 năm 1995 công ty Vietravel được thành lập với tên Công ty Du lịch & Tiếp thị GTVT trực thuộc Bộ Giao thông Vận tải.
Ngày 31/08/2010 chuyển đổi loại hình công ty thành công ty trách nhiệm hữu hạn một thành viên với tên mới Công ty TNHH một thành viên Du lịch & Tiếp thị GTVT Việt Nam, tên tiếng Anh Vietravel (Vietnam Travel and Marketing transports Company).
Ngày 01/01/2014 Vietravel chính thức chuyển thành Công ty Cổ phần Du lịch và Tiếp thị Giao thông vận tải Việt Nam (Vietravel)

Ngày 27/09/2019 Vietravel lên sàn chứng khoán.
Ngày 5/12/2020 Vietravel nhận máy bay Airbus A321 CEO đầu tiên.

## Mạng lưới chi nhánh - văn phòng

### Trong nước
- TPHCM, Hà Nội, Quy Nhơn, Nha Trang: thành lập năm 1995
- Đà Nẵng, Cần Thơ, Lào Cai: thành lập năm 1999
- Huế, Biên Hòa – Đồng Nai: thành lập năm 2006 [5]
- Ngoài ra còn có chi nhánh tại: Hải Phòng, Quảng Ninh, Quảng Ngãi, Vinh, Thanh Hóa, Bình Dương, Vũng Tàu, Buôn Ma Thuột, Đà Lạt, Phú Quốc, Long Xuyên, Cà Màu,Rạch Giá

### Nước ngoài
- Văn phòng đại diện tại Campuchia: thành lập năm 2006
- Văn phòng đại diện tại Mỹ: thành lập năm 2010
- Văn phòng đại diện tại Thái Lan
- Văn phòng đại diện tại Singapore
- Văn phòng đại diện tại Pháp
- Văn phòng đại diện tại Úc[5]

### Trung tâm
- Trung tâm Dịch vụ Du lịch Lá Xanh thành lập ngày 16/11/2005
- Trung tâm Nguồn nhân lực Việt Nam thành lập năm 2008
- Trung tâm Dạy nghề Vietravel (VietC) thành lập này 17/7/2009 [6]
- Trung tâm Điều hành Hướng dẫn viên [7]
- Trung tâm tư vấn du học[5]

### Ban
- Ban Tổ chức nhân sự
- Ban Kế hoạch Đầu tư
- Ban Công nghệ thông tin
- Ban Tiếp thị
- Ban Sản phẩm - Dịch vụ

## Xí nghiệp
- Xí nghiệp vận chuyển Xuyên Á

## Công ty thành viên
- Công ty Cổ phần Xuất nhập khẩu và Phát triển Văn hóa CDIMEX tại 14C Đặng Văn Ngữ, Phường 10, Quận Phú Nhuận, Thành phố Hồ Chí Minh [8]
- Công ty Cố phần Dịch vụ vận chuyển thế giới tại 163 Pasteur, Phường 6, Quận 3, Thành phố Hồ Chí Minh [9]
- Trung tâm Tổ chức Sự kiện Đàn Ong Việt tại 32A Phan Đăng Lưu, Phường 6, Quận Bình Thạnh, Thành phố Hồ Chí Minh [5]
- Công ty cổ phần quốc tế Kent [10]

## Giải thưởng

### Giải thưởng của nhà nước
- Huân chương Lao động hạng ba do Chủ tịch nước trao tặng năm 2011, 2014
- Huân chương Lao động hạng nhì do Chủ tịch nước trao tặng (hai lần trong các năm 2005, 2006), Tổng Giám đốc nhận Huân chương Lao động hạng ba (hai lần trong các năm 2005, 2006).
- Huân chương Lao động hạng nhất của Chủ tịch nước trao tặng năm 2011.

### Giải thưởng của báo chí và người tiêu dùng
- Thương hiệu Quốc gia 2013, 2014[11]
- Top 100 thương hiệu nổi tiếng nhất VN 2008 - 2009 của VCCI và Nielsen bình chọn
- "Một trong 10 công ty du lịch hàng đầu Việt Nam" - Tổng cục Du lịch Việt Nam bình chọn năm 2006
- “Thương hiệu mạnh 2008” – Thời báo kinh tế VN bầu chọn năm 2008

### Giải thưởng quốc tế
- "Những người bạn của Thái Lan" do Tổng cục Du lịch Thái Lan trao tặng năm 2004[12]
- TTG travel Awards 2011[13], 2012 [14], 2013 [15], 2014[16], 2016 [17]
- Công ty Lữ hành hàng đầu châu Á 2014 [18]
- Giải thưởng du lịch thế giới WTA: Asia’s Leading Travel Agency” và “Vietnam’s Leading Travel Agency - 2013, 2014, 2015 [19], 2016 [20], 2017, 2018, 2019 [21] - World’s Leading Group Tour Operator 2019 [22]